# Want You Bad
«Want You Bad» és el quinzè senzill de la banda californiana The Offspring, i segon de l'àlbum Conspiracy of One. Fou inclosa en l'àlbum de grans èxits Greatest Hits (2005).
La cançó fou remesclada per Blag Dahlia, cantant de la banda Dwarves, i fou inclosa en diverses versions del senzill «Million Miles Away». Les dues cares-B del senzill foren «80 times» i «Autonomy», i van ser incloses en la compilació Happy Hour! que fou publicada només al Japó (2010). La cançó va aparèixer en les bandes sonores de les pel·lícula Tomcats, American Pie 2 i Crazy Taxi 3: High Roller.
El videoclip fou filmat a Los Angeles el gener de 2001 i dirigit Spencer Susser. La banda apareix tocant de fons en una festa mentre el protagonista del videoclip intenta trobar una noia que el domini sexualment. Holland va indicar que odiava aquest videoclip malgrat que es tractava d'una de les seves cançons favorites. Posteriorment fou inclòs en la compilació Complete Music Video Collection (2005).

## Llista de cançons
| 1. | «Want You Bad»                   |  |
| 2. | «80 Times» (versió de T.S.O.L.)  |  |
| 3. | «All I Want» (directe)           |  |
| 4. | «Autonomy» (versió de Buzzcocks) |  |

| 1. | «Want You Bad»                      | 3:23 |
| 2. | «The Kids Aren't Alright» (directe) | 3:06 |
| 3. | «80 Times»                          | 2:07 |
| 4. | «Want You Bad» (vídeo extra CD)     | 3:23 |

| 1. | «Want You Bad»         | 3:23 |
| 2. | «All I Want» (directe) |      |
| 3. | «Autonomy»             |      |